# Kensington (Wyspa Księcia Edwarda)
Kensington – miasto (ang. town) w Kanadzie, w zachodniej części Wyspy Księcia Edwarda.